# Mele

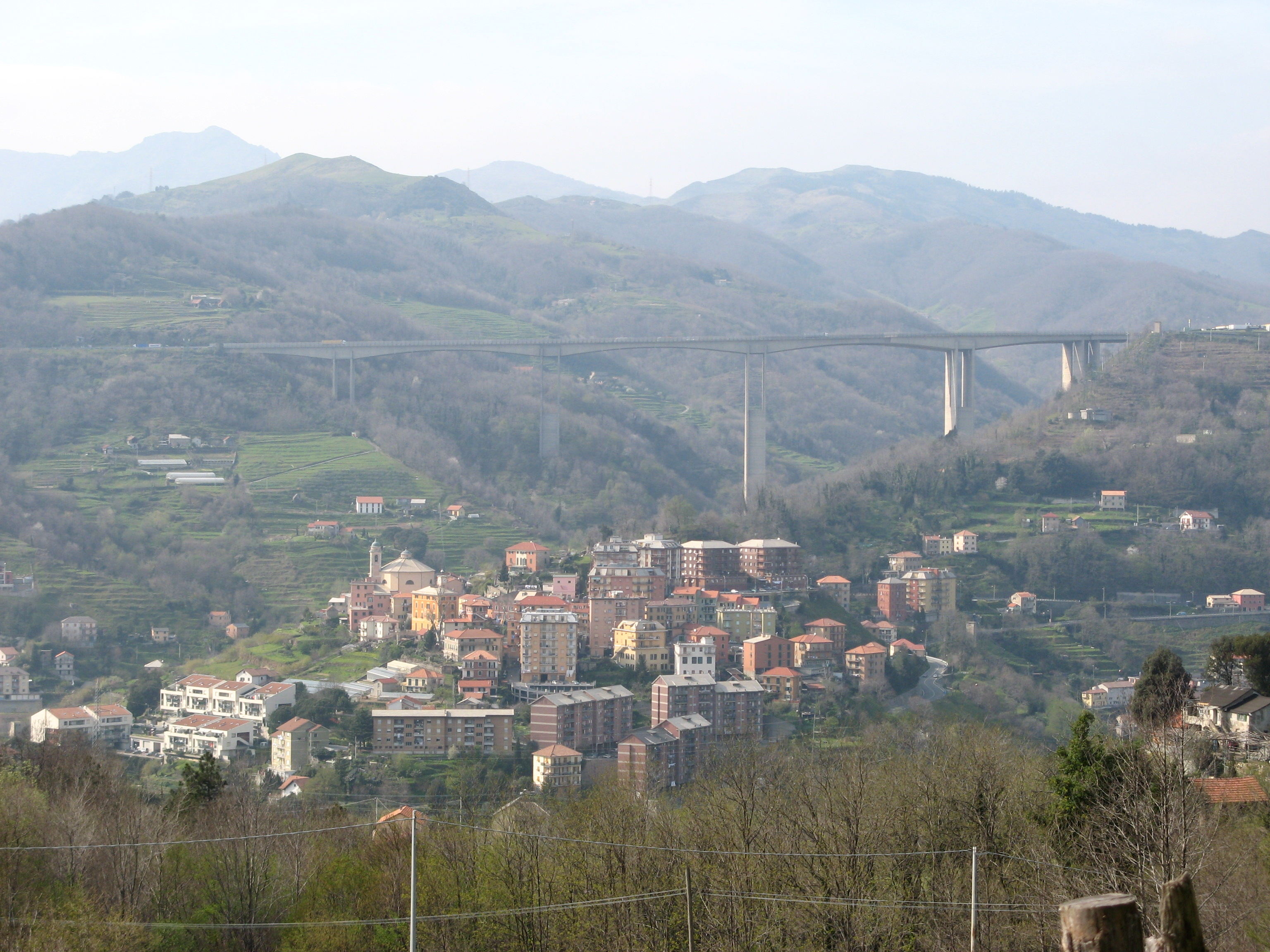
Vista de Mele

Mele es una localidad y comune italiana de la provincia de Génova, región de Liguria, con 2.689 habitantes.

## Evolución demográfica
| Gráfica de evolución demográfica de Mele entre 1861 y 2001 |
|                                                            |
| Fuente ISTAT - elaboración gráfica de Wikipedia            |